# Vanaspati (aceite)

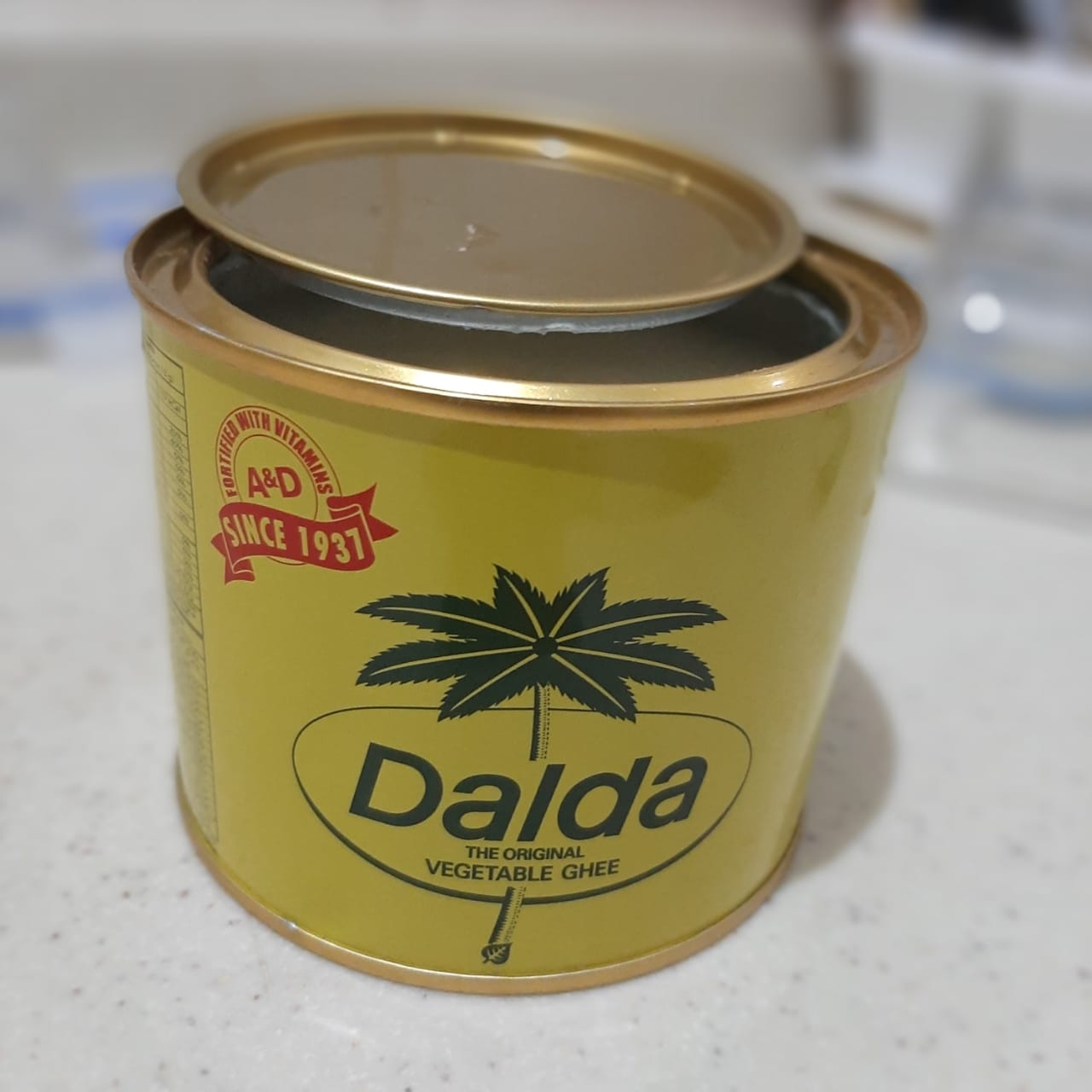
Aceite Dalda

El vanaspati es un aceite de origen vegetal, de apariencia semisólida, muy empleado hoy en día en la cocina india y pakistaní para la fritura de los alimentos.
La hidrogenación se realiza mediante un catalizador conocido como «catalizador de níquel» (supported nickel catalyst), en reactores a presión media-baja (de 3 a 10 bares).
En la India se elabora con aceite de palma.
También se lo conoce como vamsaspati ghi.
En Pakistán y Bengala Occidental se lo conoce como banaspati.
- Datos: Q5210300